# Rafael Orozco Maestre
Rafael José Orozco Maestre (ur. 24 marca 1954 w Becerril w Kolumbii, zm. 11 czerwca 1992 w Barranquilla) – kolumbijski piosenkarz i kompozytor folkowej muzyki latynoamerykańskiej, jeden z głównych kolumbijskich przedstawicieli vallenato. Założyciel, z akordeonistą Israelem Romero, zespołu Binomio de Oro de América, z którym nagrał 20 albumów.
Zginął tragicznie, w nocy 11 czerwca 1992 r. został zastrzelony przed swoim domem. 